# 와충류
와충류(渦蟲類)는 와충강(Turbellaria)에 속하는 편형동물의 총칭이다. 주로 바다, 민물, 육상에서 자유생활을 하고, 약간의 종은 기생생활을 한다. 재생력이 높아서 실험에 많이 응용되며, 세계적으로 약 3,000종이 알려져 있으며, 한국에는 3종 정도가 밝혀져 있다. 플라나리아·사슬납작벌레·비무장납작벌레·절두납작벌레 등이 이에 포함된다.

## 구조 및 특징
와충류의 몸은 편평하고 연하며, 유선형·잎 모양·끈 모양 등을 하고 있다. 몸이 섬모가 있는 체표로 덮여 있어 바다에 사는 종류는 섬모운동으로 이동한다. 선세포 외에 봉상체를 갖는다.
감각 기관은 촉각, 촉모후공, 후구, 안점, 평형기등이 있다. 머리 근처에 있는 한 쌍의 배상안으로 빛을 감지한다.
입은 몸의 앞쪽 끝이나 배면의 중앙에 있고, 무장류외에는 근육성의 인두를 가지며, 이들의 모양에 따라 단인두, 습이두, 구인두, 준인두로 구별한다. 세포외 소화를 하며, 먹이를 잡을 때는 관상의 인두를 내어 먹이를 빨아들이는데, 딱딱한 것은 잘게 잘라먹는다. 모두 항문·순환계·호흡기관이 없다. 한편 신경세포가 머리 부분에 모여 있어 '뇌'라고 불리는데, 여기에서 여러 가닥의 신경이 각각의 횡신경으로 연결되어 신경망을 이룬다. 배설계는 원시배설계로 유조직 속에 불꽃세포를 갖고 있고, 수뇨관에 의해 배설구를 통해 배설물이 체외로 나간다. 바다에 사는 와충류에서는 배설계의 발달이 나쁘고, 무장류는 배설계를 갖고 있지 않다.
암수한몸이고, 무장류의 생식선은 일정한 장소 없이 생식세포가 분산해 있다. 발생에는 수정란이 유생기를 거치지 않고 직접 발생하는 것과 유생이 된 다음 변태하는 것의 두 가지가 있다.

## 종류
- 무장목 (Acoela)[1] - 콘볼루타납작벌레류
- 연쇄목 (Catenulida) - 사슬납작벌레류
- 거구목 (Macrostomida) - 작은 입납작벌레류
- 삼기장목 (Tricladida) - 플라나리아, 산골플라나리아, 장님플라나리아
- 다기장목 (Polycladida) - 납작벌레류, 연납작벌레류
- 봉장목 (Rhabdocoela) - 비무장반작벌레류, 데스모트납작벌레류
- 절두목 (Temnocephalida) - 절두납작벌레류

## 참고 자료
- 《동물분류학》 - 한국동물분류학회(2008), 집현사